# Dél-ásványi gyepek
Dél-ásványi gyepek este o arie protejată (arie specială de conservare — SAC, sit de importanță comunitară — SCI) din Ungaria întinsă pe o suprafață de 1.483,15 ha, integral pe uscat.

## Localizare
Centrul sitului Dél-ásványi gyepek este situat la coordonatele 47°13′45″N 21°17′14″E / 47.229167°N 21.287222°E.

## Înființare
Situl Dél-ásványi gyepek a fost declarat sit de importanță comunitară în mai 2004 pentru a proteja 1 specie de plante și 3 specii de animale. Situl a fost protejat și ca arie specială de conservare în februarie 2010.

## Biodiversitate
Situată în ecoregiunea panonică, aria protejată conține 2 habitate naturale: Pajiști stepice panonice pe loess, Stepe și mlaștini sărate panonice.
La baza desemnării sitului se află mai multe specii protejate:
- plante (1): Cirsium brachycephalum
- mamifere (1): popândău (Spermophilus citellus)
- nevertebrate (2): Gortyna borelii lunata, fluturele purpuriu (Lycaena dispar)